# Saison 1 de Kyle XY
Chronologie
Saison 2
Cet article présente le guide de la première saison de la série télévisée Kyle XY.

## Épisodes

### Épisode 1:Re-naissance
- États-Unis : 26 juin 2006 sur ABC Family
- France : 11 septembre 2007 sur W9 et le 5 avril 2008 sur M6

- France : 3,63 millions de téléspectateurs (16,2 % de parts de marché)
- Belgique : 5 juillet 2008 sur RTL-TVI

- Kevin Durand (Holmes, un policier)
- Dorian Harewood (Lou Daniels)

### Épisode 2:Nuits blanches
- États-Unis : 3 juillet 2006 sur ABC Family
- France : 11 septembre 2007 sur W9 et le 5 avril 2008 sur M6

- France : 4,08 millions de téléspectateurs (première diffusion)
- Belgique : 5 juillet 2008 sur RTL-TVI

- Robert Wisden (Dr Stone)

### Épisode 3:Rien ne sert de mentir
- États-Unis : 10 juillet 2006 sur ABC Family
- France : 18 septembre 2007 sur W9 et le 5 avril 2008 sur M6

- France : 4,14 millions de téléspectateurs (première diffusion)
- Belgique : 5 juillet 2008 sur RTL-TVI

- Christopher Shyer (Brad)
- David Lewis (Mark)
- Sonya Salomaa (Allison)

### Épisode 4:Innocence perdue
- États-Unis : 17 juillet 2006 sur ABC Family
- France : 18 septembre 2007 sur W9 et le 12 avril 2008 sur M6

- France : 3,12 millions de téléspectateurs (première diffusion)
- Belgique : 12 juillet 2008 sur RTL-TVI

- Merritt Patterson (Ashleigh)

### Épisode 5:Soif d'apprendre
Sur W9
- États-Unis : 24 juillet 2006 sur ABC Family
- France : 25 septembre 2007 sur W9 et le 12 avril 2008 sur M6

- Cascy Beddow (Deichman)
- Alejandro Rae (Mr Miller)
- Malcolm Stewart (Mr Hooper)

C'est le premier jour d'école pour Kyle ! L'adolescent est intrigué par ce nouvel univers qui l'entoure. Considérant le dossier du jeune homme, le proviseur est assez réticent à l'admettre dans son établissement. Kyle doit commencer par passer des tests d'aptitudes pour établir son niveau.
Pour Lori et Josh, il s'agit d'une nouvelle journée de survie au lycée.

### Épisode 6:Après la pluie…
- États-Unis : 31 juillet 2006 sur ABC Family
- France : 25 septembre 2007 sur W9 et le 12 avril 2008 sur M6

- France : 3,46 millions de téléspectateurs (première diffusion)
- Belgique : 12 juillet 2008 sur RTL-TVI

- Bill Dow (Pr. William Kern)

Quand la pluie vient, tout le monde est à l'étroit et les secrets commencent à sortir. Après une nuit agitée de cauchemars, Kyle est inquiet à propos de son manque de connaissance et commence à se demander s'il saura un jour qui il est vraiment.

### Épisode 7:L'Esprit d'équipe
- États-Unis : 7 août 2006 sur ABC Family
- France : 2 octobre 2007 sur W9 et le 19 avril 2008 sur M6 (audience : 3 millions de téléspectateurs - 14,8 % de parts de marché)
- Belgique : 19 juillet 2008 sur RTL-TVI

- William Taylor (Coach)

### Épisode 8:Jeu de piste
- États-Unis : 14 août 2006 sur ABC Family
- France : 2 octobre 2007 sur W9 et le 19 avril 2008 sur M6

- France : 3,29 millions de téléspectateurs (première diffusion)
- Belgique : 19 juillet 2008 sur RTL-TVI

- Eileen Pedde (Anna Manfredi)
- Brendan Penny (Wes)
- Andrew Jackson (Cyrus Reynolds)

### Épisode 9:Le Projet
- États-Unis : 21 août 2006 sur ABC Family
- France : 9 octobre 2007 sur W9 et le 26 avril 2008 sur M6
- Belgique : 19 juillet 2008 sur RTL-TVI

- Andrew Jackson (Cyrus Reynolds)
- Sarah-Jane Redmond (Rebecca Thatcher)

### Épisode 10:Avoir la foi
- États-Unis : 28 août 2006 sur ABC Family
- France : 9 octobre 2007 sur W9 et le 26 avril 2008 sur M6
- Belgique : 26 juillet 2008 sur RTL-TVI

- Carrie Genzel (Julia Peterson)
- Ken Tremblett (David Peterson)
- Sarah-Jane Redmond (Rebecca Thatcher)
- Andrew Jackson (Cyrus Reynolds)